# Müggendorf (Cumlosen)
Müggendorf ist ein bewohnter Gemeindeteil der Gemeinde Cumlosen des Amtes Lenzen-Elbtalaue im Landkreis Prignitz in Brandenburg.

## Geographie
Der Ort liegt drei Kilometer südlich von Cumlosen und 15 Kilometer südöstlich von Lenzen, dem Sitz des Amtes Lenzen-Elbtalaue. Die Nachbarorte sind Cumlosen im Norden, Wentdorf, Bentwisch und Lindenberg im Nordosten, Wittenberge und Wahrenberg im Südosten, Pollitz, Ziegelei, Kahlenberge, Wanzer und Klein Wanzer im Südwesten, Stresow und Gummern im Westen, sowie Schnackenburg, Lütkenwisch, Mittelhorst, Jagel und Bernheide im Nordwesten.

## Geschichte
Die erste schriftliche Erwähnung des Ortes findet sich 1523 in der Schreibweise Muggendorpe, 1542 dann als Muckendorff.
Um 1800 gehörte der Ort zum Perlebergischen Kreis der Provinz Prignitz; ein Teil der Kurmark der Mark Brandenburg. In einer Beschreibung dieser Landschaft von 1804 wurde das Dorf mit 118 Einwohnern angegeben. Darunter waren elf Ganzbauern, zwei Kossäten und zwei Hirten. Darüber hinaus waren 24 Feuerstellen vorhanden, die Einwohner waren in Cumlosen eingepfarrt und der Adressort war Perleberg. Als Besitzer wurden die „Gevetter von Möllendorf“ genannt.